# The Orwells
The Orwells était un groupe de rock américain originaire d'Elmhurst, une banlieue à l'ouest de Chicago dans l'Illinois aux États-Unis. Les membres étaient Mario Cuomo (chant), Dominic Corso (guitare), Matt O'Keefe (guitare), Grant Brinner (basse) et Henry Brinner (batterie).
Leur premier album Remember When est sorti en août 2012. Le groupe a été dissous à la suite d'accusations de conduites sexuelles inappropriées de la part de membres. 

## Histoire

### Début et premier album
The Orwells se sont formés lorsque tous les membres ont fréquenté le lycée York à Elmhurst dans l'Illinois. Ils ont obtenu leur diplôme début 2013 et poursuivent leur carrière musicale. 
Le 7 aout 2012, le groupe sort son premier album studio Remember When. Leur single "Mallrats (La La La)" est salué par le site de musique Pitchfork. L'année suivante ils produisent dans plusieurs festivals dont celui de Lollapalooza. Le 22 novembre 2013, le groupe Arctic Monkeys annonce que The Orwells feraient leur première partie lors de neuf concerts américains en janvier et février 2014. 

### Disgraceland
Le 24 mars 2014, The Orwells annonce un nouvel album studio Disgraceland. L'album est sorti le 3 juin 2014 et comprend des singles tels que «Who Needs You» et «Dirty Sheets». 
Le groupe fait un passage remarqué dans l'émission  Late Show avec David Letterman le 15 janvier 2014.  Leur performance a été accueillie avec enthousiasme, à tel point que Letterman et d'autres ont appelé à un rappel. Le groupe n'a pas répondu, en partie parce que le guitariste Matt O'Keefe avait cassé intentionnellement toutes les cordes de sa guitare ce qui l’empêchait de faire une nouvelle chanson. Après avoir attendu plusieurs minutes que le groupe face une reprise, le groupe house reprit la chanson et Paul Shaffer parodia la façon dont Mario Cuomo s'était allongé sur le dos. 

### Accusations d'abus sexuels
Le 10 septembre 2018, le site Consequence of Sound a publié une série d'allégations formulées par 9 femmes qui accusaient des membres du groupe de graves abus sexuels.    
De telles allégations avaient déjà été soulevées sur Reddit et Twitter contre Cuomo et les frères Brinner. La gamme des allégations comprend le viol, les relations sexuelles avec des filles mineures et l'envoi de photos nues non sollicitées. Les Orwell ont publié une déclaration au magazine Paste niant les allégations. Mais le 29 août 2018, les Orwells ont annoncé leur séparation dans le sillage des accusations mais avant la publications de témoignages,,.   

### Après la scission
Le 15 juin 2019, Mario Cuomo diffuse le quatrième album studio éponyme de The Orwells sur sa chaîne YouTube. Leur label n'ayant pas souhaité participer à la promotion et à la diffusion de l'album la couverture de celui ci comprend l'inscription: 
“We had an album cover we wanted to use, but after getting dropped by our label we can no longer afford to use it. So instead you can stare at this blank square.” 
Traduction  

"Nous avions une pochette d'album que nous voulions utiliser, mais après avoir été lâchés par notre label, nous ne pouvons plus nous permettre de l'utiliser. Alors, à la place, vous pouvez regarder ce carré vide".

## Influence musicale
Plusieurs membres du groupe ont exprimé leur amour pour The Supremes dans des interviews. 
Le chanteur principal, Mario Cuomo, déclare être fortement influencé par six chanteurs: Iggy Pop, Jay Reatard, Julian Casablancas, Cole Alexander et Jared Swilley of the Black Lips, Pelle Almqvist of the Hives et Tyler, the Creator. 

## Membres du groupe
- Mario Cuomo - chant (2009-2018)
- Dominic Corso - guitare, chœurs (2009-2018)
- Matt O'Keefe - guitare, chœurs (2009-2018)
- Grant Brinner - guitare basse (2009-2018)
- Henry Brinner - batterie (2009-2018)

## Discographie
| Titre                 | Détails de l'album |
| --------------------- | --- |
| Remember When         | - Sortie: 7 août 2012 - Label: Autumn Tone Records - Formats: vinyle 12 ", disque compact, téléchargement numérique       |
| Disgraceland          | - Sortie: 3 juin 2014 - Label: Canvasback / Atlantic - Formats: vinyle 12 ", disque compact, téléchargement numérique     |
| Terrible Human Beings | - Sortie: 17 février 2017 - Label: Canvasback / Atlantic - Formats: vinyle 12 ", disque compact, téléchargement numérique |
| The Orwells           | - Sortie: 15 juin 2019 - Label: auto-publié - Formats: Téléchargement numérique                                           |